# Sukamulia (Pagar Merbau)
Sukamulia is een bestuurslaag in het regentschap Deli Serdang van de provincie Noord-Sumatra, Indonesië. Sukamulia telt 1876 inwoners (volkstelling 2010).